# René Guyon
Pour les articles homonymes, voir Guyon.
René Charles Guyon, né le 27 mai 1876 à Sedan et mort en 1963 à Bangkok, est un juriste français.
Il est connu pour avoir écrit un important traité sur l'éthique sexuelle. Son travail théorique demeure en partie inédit bien qu'il soit traduit et diffusé aux États-Unis.

## Parcours
Après s'être essayé à la littérature et à la poésie, René Guyon obtient en 1902 un doctorat en droit à la Sorbonne puis travaille comme avocat et juge. En 1908, il est appelé à la cour du roi Rama V Chulalongkorn, au Royaume du Siam, avec pour mission de rédiger un ensemble de codes relatifs au droit civil et pénal. Par la suite, il est nommé à la tête d'un comité de rédaction au niveau national qui comprend de nombreux intervenants étrangers. Ce travail de coopération s'inscrivait dans le cadre des grandes réformes entreprises par Rama afin de moderniser le royaume.
En 1919, Guyon fait publier à Paris un rapport de synthèse directement en anglais The Work of codification in Siam (« L'élaboration des lois au Siam »). Puis, il devint conseiller du ministre de la Justice et prit la nationalité thaïlandaise en 1940 et fut nommé à la Cour suprême. Il y reçut le nom de Phichan Bunyong (en thaï : พิชาญ บุญยง). En 1953, au moment de sa retraite, il épouse une jeune femme thaïlandaise.
Guyon a énormément voyagé : Europe, Afrique du Nord, Sibérie, Chine, Indochine, Malaisie et Indonésie. Il fut un critique parfois féroce de la Société des Nations, puis après 1945, de l'Organisation des Nations unies. Il dénonçait dans ces institutions certains mécanismes pervers qui visent à ne pas respecter les droits de l'homme et les libertés fondamentales. Il était, en ce sens, fidèle aux idéaux de la Révolution française.

## Études d’éthique sexuelle
Cette somme fut rédigée à partir de l'année 1928. Les Études d'éthique sexuelle participent d'un mouvement général, qui, de Wilhem Reich à Magnus Hirschfeld, en passant par Helene Stöcker ou Bertrand Russell, proposent de repenser les libertés fondamentales et d'en finir avec l’« ancien régime sexuel ». Guyon se pose comme philosophe du droit, et développe une sexologie fondée du côté du droit naturel, dépassant les dogmes de quelque nature qu'ils soient. Ce travail s'étale sur 10 volumes et fut achevé en 1947.
Les six premiers volumes ont été publiés entre 1929 et 1939 en France et interdits après l'invasion allemande. Les trois derniers volumes sont à ce jour inédits, du moins en français. Ces travaux, traduits dès 1933 en anglais, intéressèrent Harry Benjamin, Alfred Kinsey, Robert Latou Dickinson, comme en témoigne une correspondance.
Après la mort de Guyon, c'est le traducteur américain George Russel Weaver qui hérite de ses droits quant à son œuvre, laquelle est aujourd'hui gérée par le Kinsey Institute for Research in Sex, Gender, and Reproduction qui se charge de publier les travaux inédits.
Sommaire des volumes publiés :
- Tome 1 : La légitimité des actes sexuels.
- Tome 2 : La liberté sexuelle.
- Tome 3 : Révision des institutions classiques (mariage, famille).
- Tome 4 : Politique rationnelle de sexualité : la reproduction humaine.
- Tome 5 : Politique rationnelle de sexualité : le plaisir sexuel.
- Tome 6 : La persécution des actes sexuels : les courtisanes.

Volumes inédits :
- La persécution des actes sexuels. Intermédiaires, mineurs, la terreur puritaine. (2 vol.)
- Comment organiser une société prosexuelle.
- Nécessité d'abolir les infractions sexuelles en droit pénal.[7]

## Publications
- L'héritage du Dr. Van Tropp, roman écrit avec Charles Guyon[8], Gédalge, 1898
- À travers la forêt vierge. Aventures extraordinaires de deux jeunes français au Brésil, écrit avec Charles Guyon, Gédalge, 1907
- Ce que la loi punit : code pénal expliqué, Paris, Larousse, 1909
- Les pâques païennes, poèmes, 1911
- (en)The Work of codification in Siam[9], Paris, Imprimerie nationale, 1919, 44 p.
- Anthologie bouddhique, 2 tomes, Paris, Georges Crès, 1924 - rééd. Dharma, 1999  (ISBN 978-2864870296)
- Essai de métaphysique matérialiste, Paris, Alfred Costes, 1924
- Essai de biologie matérialiste, Paris, Alfred Costes, 1926
- La Cruauté, Paris, Félix Alcan, 1927
- Réflexions sur la Tolérance, Paris, Félix Alcan, 1929
- Études d'éthique sexuelle, vol. 1 à 6, 1929-1939
- Essai de psychologie matérialiste, Paris, Alfred Costes, 1931
- (en) Sex Life and Sex Ethics, préf. de Norman Haire, Londres, John Lane The Bodley Head, 1933
- (en)The Ethics of Sexual Acts[10],[11], New York, Knopf, 1934 - rééd. University Press of the Pacific, 2001  (ISBN 0-89875-369-4)
- La Porte large. Osiris ou la mise au point du divin, cahier 1[12], Paris, Les éditions rationaliste, Ch. Rieder, 1939
- (en) Sexual Freedom[13], Londres, John Lane The Bodley Head, 1939

## Dérives
- La René Guyon Society, nommée d'après lui, n'a strictement rien à voir avec le penseur : il n'en fut ni le fondateur ni l’interprète.

## Sources et notes
1. ↑  Sa thèse porte le titre suivant : « La Constitution australienne de 1900 ».
2. ↑  in R. Guyon, La liberté sexuelle, intro.
3. ↑  Par l'Imprimerie Dardaillon & Dagniaux (Saint-Denis), sans doute à compte d'auteur, à 200 ex. Ces volumes étaient encore disponibles en 1949 aux Éditions Temps Futur, 54 rue de Seine, Paris.
4. ↑  Voir deux lettres adressées à Guyon et à son traducteur.
5. ↑  Indiana University, Bloomington, Indiana, États-Unis.
6. ↑  D'après Erwin J. Haeberle in Medicine and Law, n°2, 1983, pp. 159-172.
7. ↑  Une partie de ce dernier volume fut publiée par Norman Haire : « Sex offenses in the future penal law » in : The Journal of Sex Education, vol II, n° 2-6 ; vol III, n° 1, 3, 5, 6 ; vol IV, n° 1, 2, 4, 5 (1949-52).
8. ↑  Né en 1848, frère aîné de René, agrégé d'histoire, inspecteur d'Académie, auteur entre autres de La Revanche et Histoire d’un annexé (souvenirs de 1870-1871) (1887) - sources : BNF.
9. ↑  Publié sous l'égide du Royal Siamese Governement/Ministry of Justice.
10. ↑  Une nouvelle édition américaine fut tentée en 1941 par Blue Ribbon Books (Garden City, New York) puis reprise par Knopf en 1947 et suiv.
11. ↑  Traduit du français par J.-C. Flugel et Ingeborg Guyon.
12. ↑  2 : Éros ou la sexualité affranchie (s.e., 1952) ; 3 : Dionysos ou la douleur au pilori (inédit).
13. ↑  Il s'agit de la traduction du tome 2 des Études.